# EuroEyes Cyclassics
A Vattenfall Cyclassics egy országúti kerékpárverseny Németországban. A versenyt minden év augusztusában rendezik meg, és része az UCI World Tournak.

## Útvonal
A versenyzőknek 215 kilométert kell tekerniük Hamburg környékén. A befutó Hamburg központjában van.

## Dobogósok
| Év   | Győztes              | Második              | Harmadik           |         |
| ---- | -------------------- | -------------------- | ------------------ | ------- |
| 1996 | Rossano Brasi        | Bert Dietz           | Steffen Rein       |         |
| 1997 | Jan Ullrich          | Wilfried Peeters     | Jens Heppner       |         |
| 1998 | Léon van Bon         | Michele Bartoli      | Ludo Dierckxsens   |         |
| 1999 | Mirko Celestino      | Raphael Schweda      | Romāns Vainšteins  |         |
| 2000 | Gabriele Missaglia   | Francesco Casagrande | Fabio Baldato      |         |
| 2001 | Erik Zabel           | Romāns Vainšteins    | Erik Dekker        |         |
| 2002 | Johan Museeuw        | Igor Astarloa        | Davide Rebellin    |         |
| 2003 | Paolo Bettini        | Davide Rebellin      | Jan Ullrich        |         |
| 2004 | Stuart O'Grady       | Paolo Bettini        | Igor Astarloa      |         |
| 2005 | Filippo Pozzato      | Luca Paolini         | Allan Davis        |         |
| 2006 | Óscar Freire         | Erik Zabel           | Filippo Pozzato    |         |
| 2007 | Alessandro Ballan    | Óscar Freire         | Gerald Ciolek      |         |
| 2008 | Robbie McEwen        | Mark Renshaw         | Allan Davis        |         |
| 2009 | Tyler Farrar         | Matti Breschel       | Gerald Ciolek      |         |
| 2010 | Tyler Farrar         | Edvald Boasson Hagen | André Greipel      |         |
| 2011 | Edvald Boasson Hagen | Gerald Ciolek        | Borut Božič        |         |
| 2012 | Arnaud Démare        | André Greipel        | Giacomo Nizzolo    |         |
| 2013 | John Degenkolb       | André Greipel        | Alexander Kristoff |         |
| 2014 | Alexander Kristoff   | Giacomo Nizzolo      | Simon Gerrans      |         |
| 2015 | André Greipel        | Alexander Kristoff   | Giacomo Nizzolo    |         |
| 2016 | Caleb Ewan           | John Degenkolb       | Giacomo Nizzolo    |         |
| 2017 | Elia Viviani         | Arnaud Démare        | Dylan Groenewegen  |         |
| 2018 | Elia Viviani         | Arnaud Démare        | Alexander Kristoff |         |
| 2019 | Elia Viviani         | Caleb Ewan           | Giacomo Nizzolo    |         |
| 2020 | törölve              | törölve              | törölve            | törölve |
| 2021 | törölve              | törölve              | törölve            | törölve |
| 2022 | Marco Haller         | Wout van Aert        | Quinten Hermans    |         |
| 2023 | Mads Pedersen        | Danny van Poppel     | Elia Viviani       |         |
| 2024 | Olav Kooij           | Jonathan Milan       | Biniyam Ghirmay    |         |
| 2025 |                      |                      |                    |         |

## Külső hivatkozások
- Hivatalos honlap